# انتخابات مجلس الأمن التابع للأمم المتحدة 2021
انتخاب مجلس الأمن التابع للأمم المتحدة 2021 في 11 يونيو 2021 خلال الدورة 75 من الجمعية العامة للأمم المتحدة، التي عقدت في مقر الأمم المتحدة في مدينة نيويورك. تمت انتخابات لخمسة مقاعد غير دائمة في مجلس الأمن الدولي لمدة عامين تبدأ في 1 يناير 2022. وفقًا لقواعد التناوب في مجلس الأمن، حيث يتم التناوب على المقاعد العشرة غير الدائمة في مجلس الأمن بين الكتل الإقليمية المختلفة التي تقسم الدول الأعضاء في الأمم المتحدة تقليديًا نفسها لأغراض التصويت والتمثيل، ويتم تخصيص المقاعد الخمسة المتاحة على النحو التالي:
- اثنان لأفريقيا.
- واحد لمجموعة آسيا والمحيط الهادئ. حسب التقاليد من المتوقع أن يتم شغل هذا المقعد من قبل دولة عربية في المجموعة الآسيوية (العضو العربي السابق تونس كونها أفريقية).[2][3]
- واحد لأمريكا اللاتينية ومنطقة البحر الكاريبي.
- واحد لمجموعة أوروبا الشرقية.

وسيعمل الأعضاء الخمسة في مجلس الأمن للفترة من 2022 إلى 2323.

## الدول المرشحة

### مجموعة آسيا والمحيط الهادئ
- الإمارات العربية المتحدة

### المجموعة الإفريقية
- الغابون
- غانا
- جمهورية الكونغو الديمقراطية

### مجموعة دول أوروبا الغربية
- ألبانيا

### أمريكا اللاتينية والبحر الكاريبي
- البرازيل